# Luwagga Kizito
Luwagga Kizito (Kisubi, 20 de dezembro de 1993) é um futebolista profissional ugandense que atua como meia.

## Carreira
Luwagga Kizito representou o elenco da Seleção Ugandense de Futebol no Campeonato Africano das Nações de 2017.